# دیک باند
ریچارد لی باند (Richard Lee Bond)‏‏ (۱۸ سپتامبر۱۹۳۵–۲۳ ژوئیه ۲۰۲۰)، سیاستمدار آمریکایی بود که از سال ۱۹۸۶ تا ۲۰۰۱ میلادی نماینده حوزهٔ انتخابیهٔ هشتم در مجلس سنای کانزاس بود. باند که عضو حزب جمهوری‌خواه بود، به عنوان سردستهٔ گوره اکثریت حزب و رئیس مجلس سنا خدمت کرد. قبل از تصدی در مجلس سنای کانزاس، به عنوان دستیار سه عضو مجلس نمایندگان ایالات متحده خدمت کرد.
باند در ایالت کانزاس متولد شد و پس از فراغت از دانشگاه کانزاس به حرفهٔ وکالت پرداخت. باند به عنوان وکیل شهر و دستیار اداری نمایندگان مجلس، هریک رابرت السورتس، لاری وین و جان میرز خدمت کرد. در سال ۱۹۸۶ در مجلس سنا انتصاب شد تا کرسی خالی جک دی. واکر را که نائب فرماندار انتخاب شده بود، پر نماید. در سال ۱۹۹۲ سردسته گروه اکثریت حزب جمهوری‌خواه برگزیده شد و بعداً در سال ۱۹۹۷ رئیس مجلس سنا انتخاب شد.
پس از ترک مجلس سنای کانزاس الی انقضای دوره خدمت اش در سال ۲۰۰۷، در شورای نایب‌السلطنه‌های کانزاس خدمت کرد. در جریان انتخابات فرمانداری سال‌های ۲۰۱۴ و ۲۰۱۸ از کاندیدهای دموکرات حمایت کرد و با سیاست‌های فرماندار سم براونبک و تغییر راستگرای حزب جمهوری‌خواه، مخالفت ورزید.

## اوایل زندگی و آموزش
ریچارد لی باند در ۱۸ سپتامبر ۱۹۳۵ در شهر کانزاس ایالت کانزاس در خانوادهٔ آیوی و فلورین باند متولد شد. از دبیرستان شاوین میسون فارغ شد و سپس در سال ۱۹۵۷ مدرک لیسانس علوم سیاسی و در سال ۱۹۶۰ دکتری حقوق را از دانشگاه کانزاس بدست آورد. در سال ۱۹۵۸ با سوزان سیدویچ ازدواج نمود و دو فرند از وی داشت.
پس از فراغت از دانشکدهٔ حقوق، به عنوان وکیل در شهر میشن ایالت کانزاس و سپس به عنوان نخستین وکیل شهری شهر اوورلند پارک ایالت کانزاس خدمت کرد.

## حرفه

### دستیار کنگره
باند از سال ۱۹۶۱ تا سال ۱۹۸۵ به عنوان دستیار نمایندگان مجلس، هریک رابرت السورتس، لاری وین و جان میرز خدمت کرد. پس از اعلام وین مبنی بر بازنشستگی خود در سال ۱۹۸۳، فرماندار جان دبلیو کارلین باند اعلام کرد که باند کاندید احتمالی برای نامزدی حزب جمهوری‌خواه برای جانشینی وین است. با این وجود باند نامزدی حزب جمهوری‌خواه را رد کرد. باند به کار خود به عنوان دستیار اداری وکیل میرز که جانشین وین انتخاب شده بود، ادامه داد.

### سنای کانزاس

#### انتخابات‌ها
در سال ۱۹۸۶ مایکل هیدن و جک دی. واکر، برنده انتخابات فرمانداری کانزاس شدند. واکر، عضو مجلس سنای کانزاس می‌بایست استعفا می‌داد و شخصی به انتخاب اعضای کمیتهٔ حوزوی جمهوری خواهان شهرستان جانسون توسط فرماندار هیدن به‌جای وی منصوب می‌شد. در ۱ دسامبر، باند پس از این که به اتفاق آرا توسط اعضای کمیتهٔ حوزوی جمهوری‌خواه شهرستان جانسون انتخاب شد، توسط فرماندار هیدن برای خدمت در دوسال باقی مانده دورهٔ واکر منصوب شد.
در ۱۰ ژوئن سال ۱۹۹۲ کاندید انتخابات مجدد شد و بدون هیچ مخالفتی برندهٔ انتخابات شد. در ۱۹۹۶ او انتخابات مجدد را بلامعارض برنده شد.
باند در جریان انتخابات‌های سال ۲۰۰۰ کاندید نشد. باربارا آلین درانتخابات سال ۲۰۰۰ به‌جای باند انتخاب شد و در ۸ ژانویه سال ۲۰۰۱ به کار آغاز نمود. دیوید کر، به جای باند رئیس مجلس سنا برگزیده شد.

#### دورهٔ تصدی
باند پس از انتصاب در مجلس سنای کانزاس در کمیته‌های حمل و نقل، فدرال و امور ایالتی و به عنوان رئیس کمیتهٔ فرعی بهداشت و رفاه، خدمت کرد. در جریان دورهٔ تقنینیهٔ سال‌های ۱۹۹۳–۱۹۹۷ مجلس سنای کانزاس، در کمیتهٔ سنجش و وضع مالیات، نائب رئیس کمیتهٔ قضائی و رئیس کمیته‌های مؤسسات مالی و بیمه کار کرد. در جریان دورهٔ تقنینیهٔ سال‌های ۱۹۹۷–۲۰۰۱ مجلس سنای کانزاس، در کمیته‌های سنجش و وضع مالیات و قضائی و بعنوان رئیس کمیته‌های همکاری بین‌الایالتی، سازمان، تقویم و قوانین، خدمت کرد.
باند در ماه دسامبر سال ۱۹۹۲، اعتبار از ۱۱ ژانویه سال ۱۹۹۳ شلاق یا سردستهٔ اکثریت در مجلس سنا انتخاب شد. در ۱۸ آوریل سال ۱۹۹۶، باد بورک رئیس مجلس سنا اعلام کرد که نمی‌خواهد مجدداً در انتخابات شرکت نماید. در ۲ دسامبر، باند در دومین دور رای‌گیری پس از شکست دادن مایک هریس و دیوید کر، بجای بورک رئیس مجلس سنا برگزیده شد. در ۱۳ ژانویه سال ۱۹۹۷ پس از هلهله و شادباش، به عنوان رئیس مجلس سنا بکار آغاز نمود.
باند در جریان انتخابات فرمانداری سال ۱۹۹۴، از بیل گریوز، وزیر امور خارجه، حمایت نمود. او همچنین در جریان انتخابات دور مقدماتی جمهوری خواهان برای دادستانی کل، در کمیتهٔ رهبری وینت واینتر جونیور خدمت کرد. در سال ۱۹۹۶، فرماندار گریفس، سوزان سیدویچ را برای یک دورهٔ چهار ساله در کمیسیون انتصاب دادگاه عالی منصوب کرد. باند در جریان انتخابات فرمانداری کانزاس سال ۱۹۹۸ اظهار داشت که از آنجائیکه حزب دموکرات الی یک هفته قبل از مهلت ثبت نام برای فرمانداری نامزد معرفی نکرده‌است «بیانگر این است که حزب دموکرات تقریباً شکست خورده‌است».

## اواخر زندگی
در ۲۱ ژوئن سال ۲۰۰۲، باند از طرف فرماندار گریفس برای یک دورهٔ چهار ساله جانشین کلی بلر سوم در شورای ریجینت کانزاس منصوب شد. در همان روز کمیتهٔ نظارت بر مصوبات سنا به باند، جیمز آر، گریر سوم، مارتین کی. ابی و دونا شانک اجازه داد الی رای‌دهی مجلس سنای کانزاس در مورد انتصاب آن‌ها در ۲۰۰۳، کار خود در شورای ریجینت کانزاس را آغاز نمایند. در ۲۳ ژانویه سال ۲۰۰۳، مجلس سنای کانزاس به اتفاق آرا با ۳۶ رای نامزدی باند را تأیید کرد. در جریان دوره تصدی در شورای ریجینت، به عنوان نائب رئیس و رئیس خدمت کرد. دوره خدمت اش در شورای ریجینت در سال ۲۰۰۷ به پایان رسید و جانشین وی از طرف فرماندار کاتلین سیبلیوس برگزیده شد.
باند در جریان انتخابات فرمانداری سال ۲۰۱۴، از پاول دیویس نامزد دموکرات علیه سم برانبوک، فرماندار جمهوری‌خواه حمایت کرد. در جریان انتخابات فرمانداری سال ۲۰۱۸، از لورا کلی نامزد دموکرات علیه کریس کوبک، نامزد جمهوری‌خواه، اعلام پشتیبانی نمود.
باند در سال ۲۰۰۵ بیان داشت که حزب جمهوری‌خواه کانزاس «یک چرخش چشم‌گیری به راست انجام داده‌است» و میانه‌روهای حزب سبب این تغییر شده‌اند. در سال ۲۰۱۶، باند و استیو موریس رؤسای پیشین مجلس سنا و هیدن، گریفس، سیبلیوس و کارلین فرمانداران پیشین، به منظور جمع‌آوری پول برای مخالفت با سیاست‌ها و قوانین ایجاد شده توسط فرماندار سم برانبوک، ائتلاف نجات کانزاس را تشکیل دادند. در ۲۰۲۰ باند، دیو کر و استیو موریس که همه به عنوان رئیس مجلس سنا خدمت کرده بودند، از سوزان واگل، ریس مجلس سنا به دلیل ممنوعیت رای‌گیری در مورد بیمهٔ بهداشت مستمندان، انتفاد کردند.
باند در ۲۳ ژوئیه سال ۲۰۲۰ به عمر ۸۴ سالگی در اوورلند پارک ایالت کانزاس درگذشت.